# Medizinische Bibliothek der Charité
Die Medizinische Bibliothek der Charité ist die zentrale Serviceeinrichtung der Charité – Universitätsmedizin Berlin für die Beschaffung und Bereitstellung von Literatur und Informationen. Ihr Schwerpunkt ist die Humanmedizin. Sie umfasst die Zentralbibliothek auf dem Campus Virchow-Klinikum im Ortsteil Wedding, eine Zweigbibliothek auf dem Campus Charité Mitte sowie die Zweigbibliothek für Zahnmedizin in Wilmersdorf.
Als moderne Informationseinrichtung bietet das Bibliothekssystem Zugang zu über 300.000 Bänden gedruckter Literatur, zu etwa 90.000 E-Books, zu über 27.000 elektronischen Zeitschriften sowie zahlreichen Datenbanken und übernimmt eine zentrale Funktion bei der medizinischen Informationsversorgung in Berlin, Brandenburg und darüber hinaus. Sie unterstützt Forschende, Studierende und Lehrende, Krankenversorgung und Verwaltung bei der effizienten und unabhängigen Nutzung und Verbreitung von Informationen und engagiert sich im Bereich Open Access.